# Nagymad
Nagymad (szlovákul Mad) község Szlovákiában, a Nagyszombati kerületben, a Dunaszerdahelyi járásban.

## Fekvése
Dunaszerdahelytől 5 km-re délkeletre, a Duna menti síkságon, a Csallóköz közepén fekszik Nyékvárkony és Albár között. 

## Élővilága

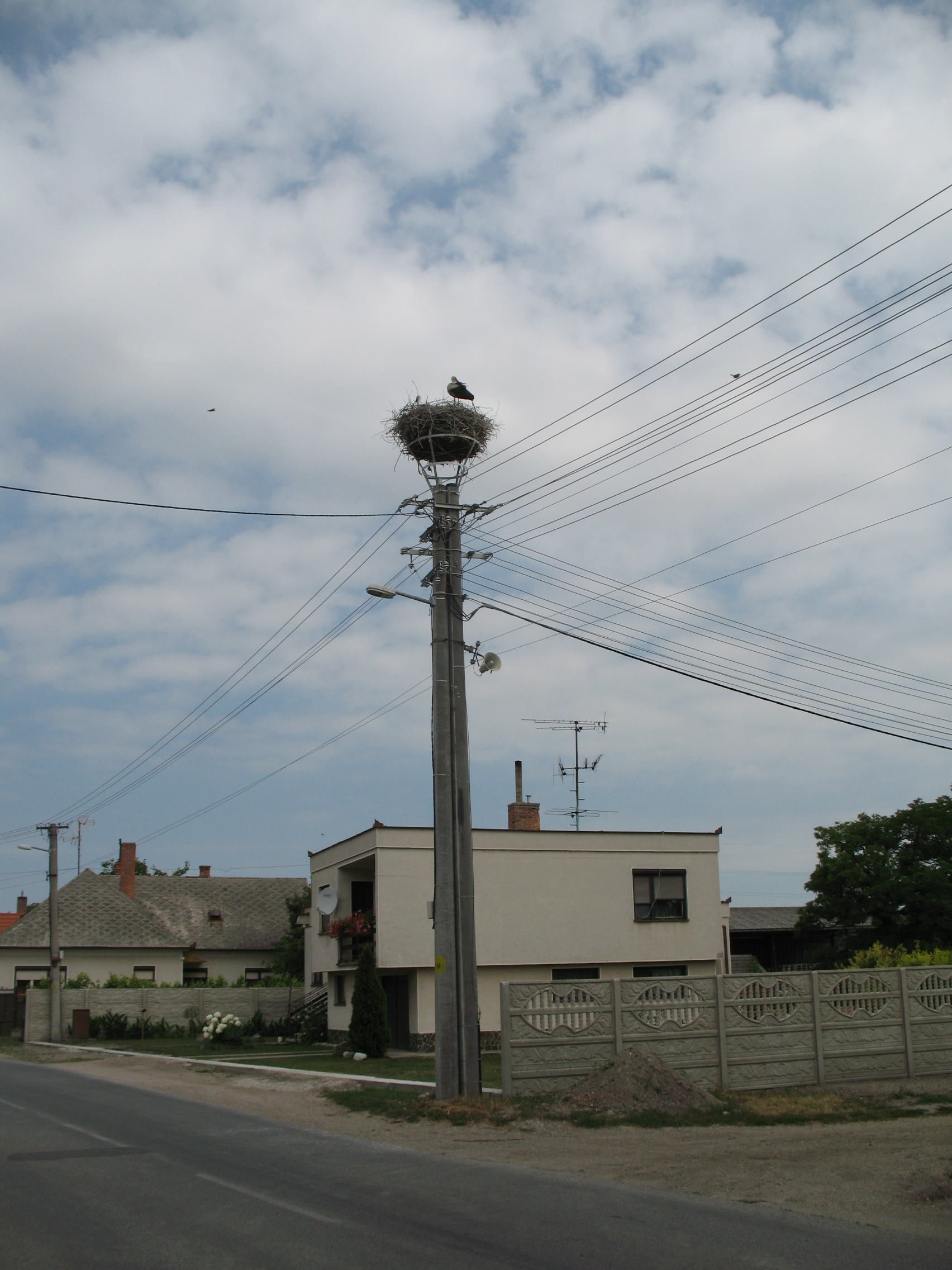
Gólyafészek
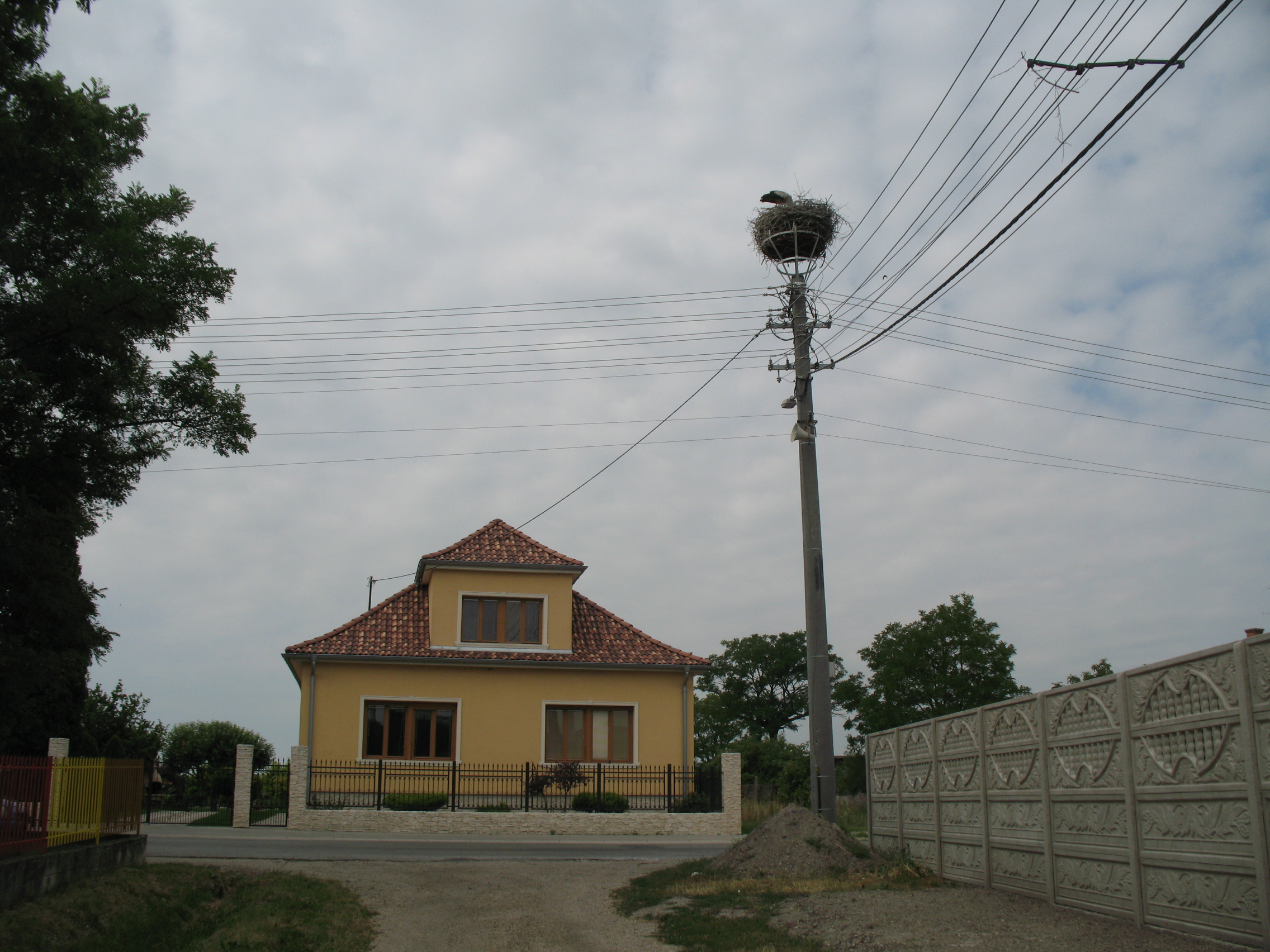
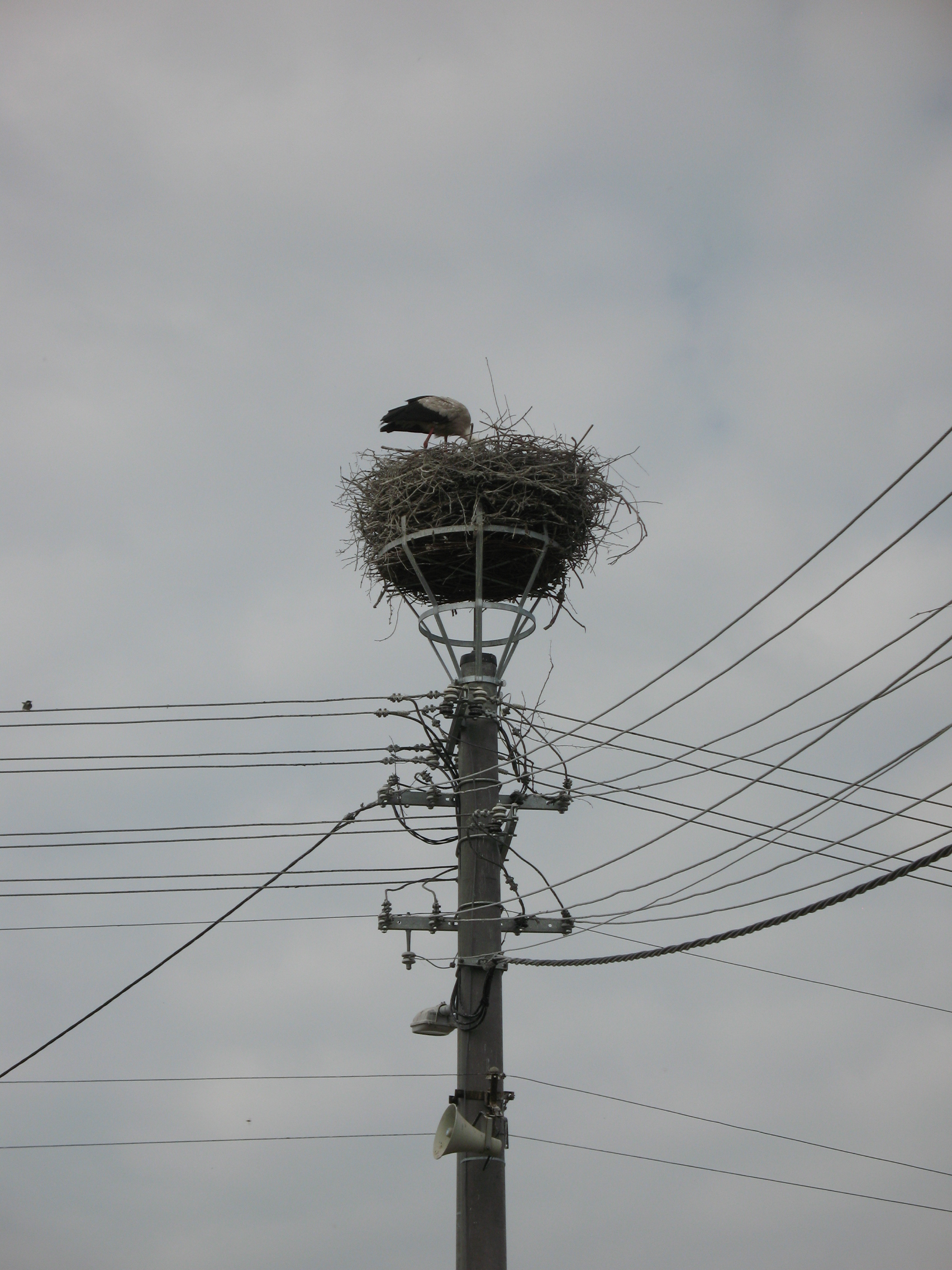
Gólyák 2013-ban
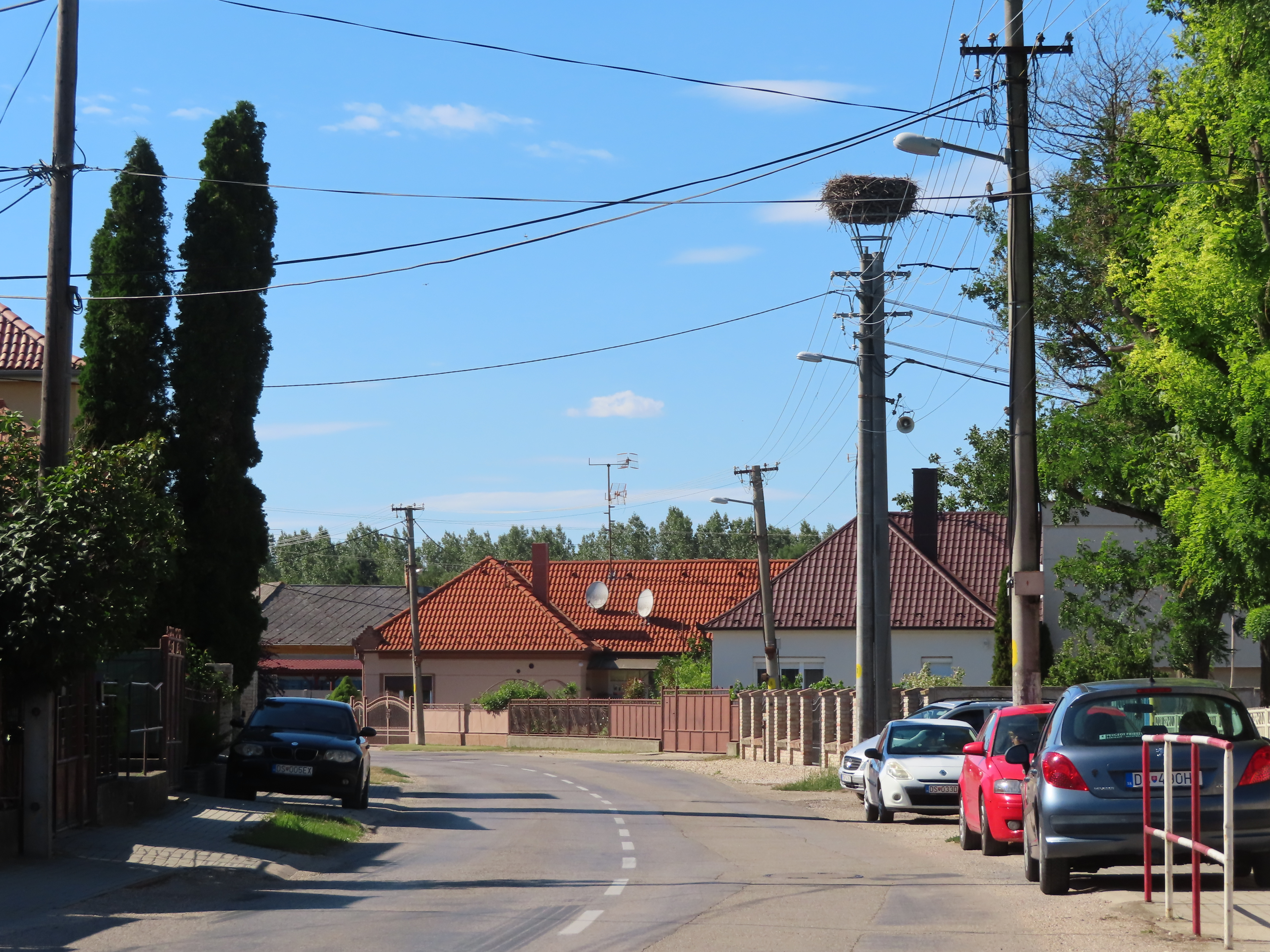
2022
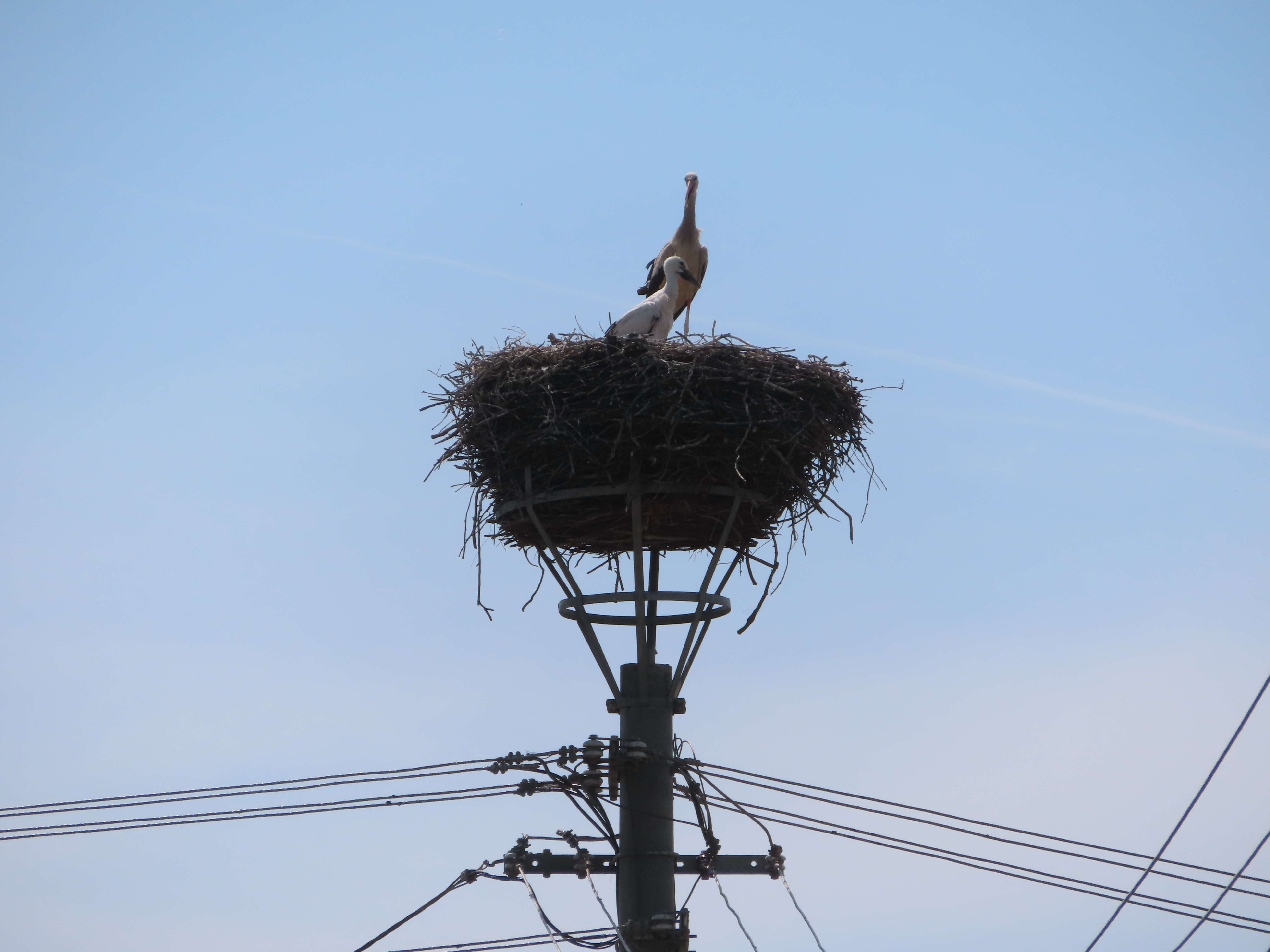
2023
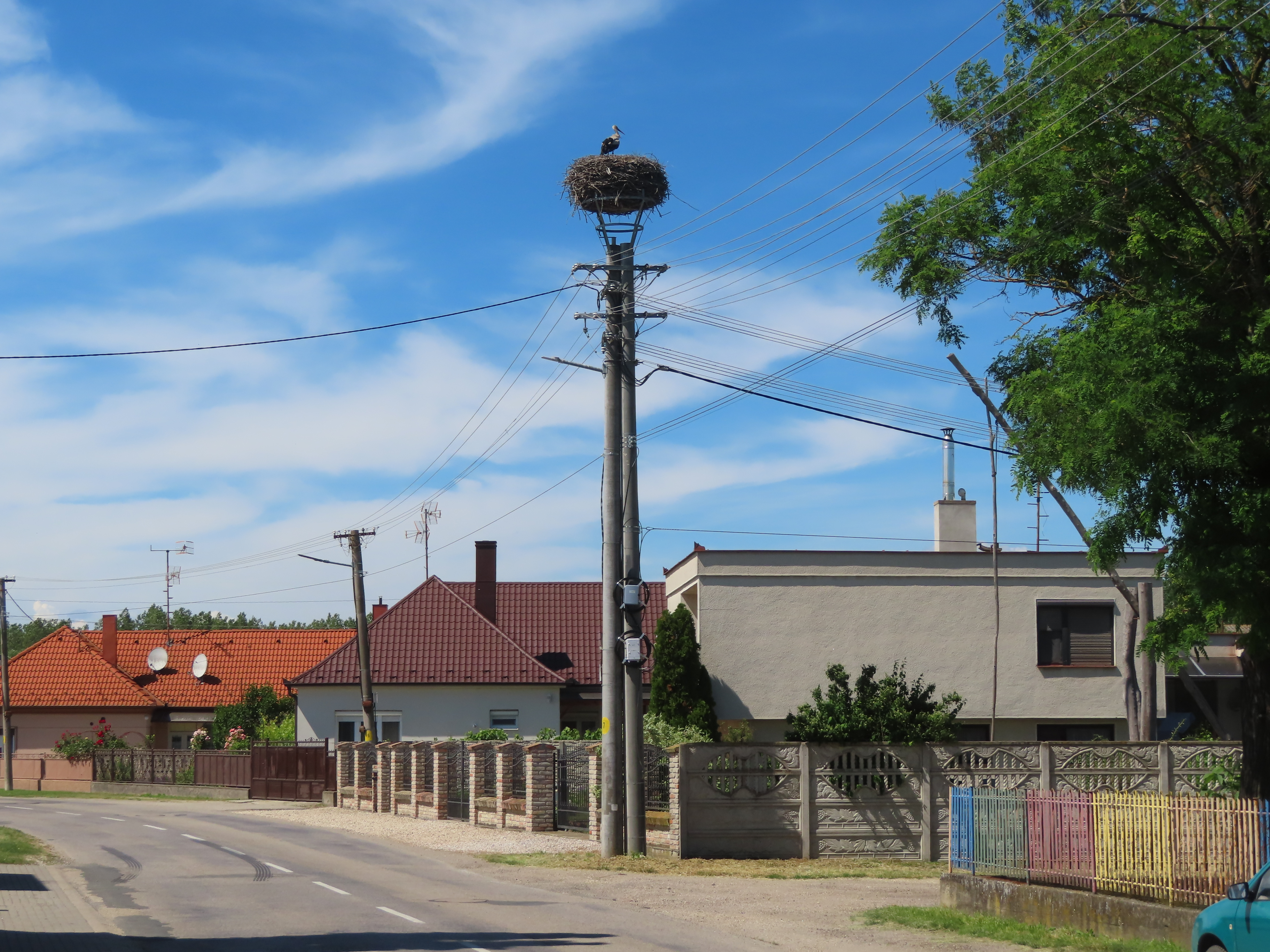
2024

A faluban elektromos oszlopon egy gólyafészket tartanak nyilván, amelyre 2013-ban fémkosarat szereltek. Abban az évben két fiókát számoltak össze.

## Története
1254-ben Mod néven említik először. 1260-ban Mod, illetve Nagmod, 1299-ben Felmod néven szerepel az írott forrásokban. A 16. század második felében a település elpusztult.
Több nemesi család birtoka volt, majd a 16. századtól a Dóczyaké és másoké. 1828-ban 88 háza és 634 lakosa volt. Lakói főként mezőgazdaságból éltek.
Vályi András szerint "MÁD. Magyar falu Posony Várm. földes Urai több Uraságok, lakosai kevés katolikusok, és többen reformátusok fekszik Albárhoz nem meszsze, Alistál, és Perényi pusztával határos; határja leg inkább rozsot terem, káposztát, kukoritzát középszerűen, erdője nints, réttye kevés, piatza Szerdahelyen és Samarján van."
Fényes Elek szerint "Mad (Nagy), magyar falu, Poson vmegyében, Szerdahelytől délre 1/2 órányira. Táplál 316 kath., 3 evang., 285 ref., 13 zsidó lak. Ref. anyaszentegyház, s ekklézsia. Határának egy része vizenyős; rétje, legelője bőven, sok burgonya. Közönséges vélekedés, hogy hajdan Corvin Mátyás itt gyakran mulatozott, s innen származott azon anekdota is, mintha egyszer távollétében a nagy-madiak egy kedves kis körtvély-fáját kivágván, őket megátkozta, s „csiribiri rosz embereknek” nevezte volna. Ut. posta Somorja."
Pozsony vármegye monográfiájában "Mad, alsócsallóközi magyar kisközség, 96 házzal és 470, egyenlő részben róm. kath. és ev. ref. vallású lakossal. Királyi birtok volt, a hol a hagyomány szerint Mátyás király gyakran tartózkodott. Ismeretes a Mátyás korabeli népregékből is. A király vadásztanyája állítólag a község mellett elterülő nagy erdőben lett volna. A község újabbkori nemesi birtokosait nem ismerjük. Református temploma 1788-ban épült. 1847-ben az egész község a templommal és a paplakkal együtt leégett. A falu postája Dunaszerdahely, távírója és vasúti állomása pedig Albár."
A trianoni békeszerződésig Pozsony vármegye Dunaszerdahelyi járásához tartozott. 1938 és 1945 között újra Magyarországhoz tartozott.

## Testvértelepülések
- Bakonytamási, Magyarország
- Ikrény, Magyarország
- Gyergyóújfalu, Románia
- Kispiac, Szerbia
- Mezőgecse, Ukrajna
- Kányád, Románia

## Népessége
| Év:            | 1994. | 2004.   | 2014.   | 2024.   |
| -------------- | ----- | ------- | ------- | ------- |
| Emberek száma: | 476   | 498     | 541     | 576     |
| Eltérés:       |       | +4,62 % | +8,63 % | +6,46 % |

| Év:            | 2023. | 2024.   |
| -------------- | ----- | ------- |
| Emberek száma: | 574   | 576     |
| Eltérés:       |       | +0,34 % |

1910-ben 438, túlnyomórészt magyar anyanyelvű volt.
2001-ben 469 lakosából 449 magyar és 19 szlovák volt.
2011-ben 528 lakosából 459 magyar és 58 szlovák volt.
2021-ben 571 lakosából 486 (+5) magyar, 61 (+9) szlovák és 24 ismeretlen nemzetiségű volt.

## Nevezetességei

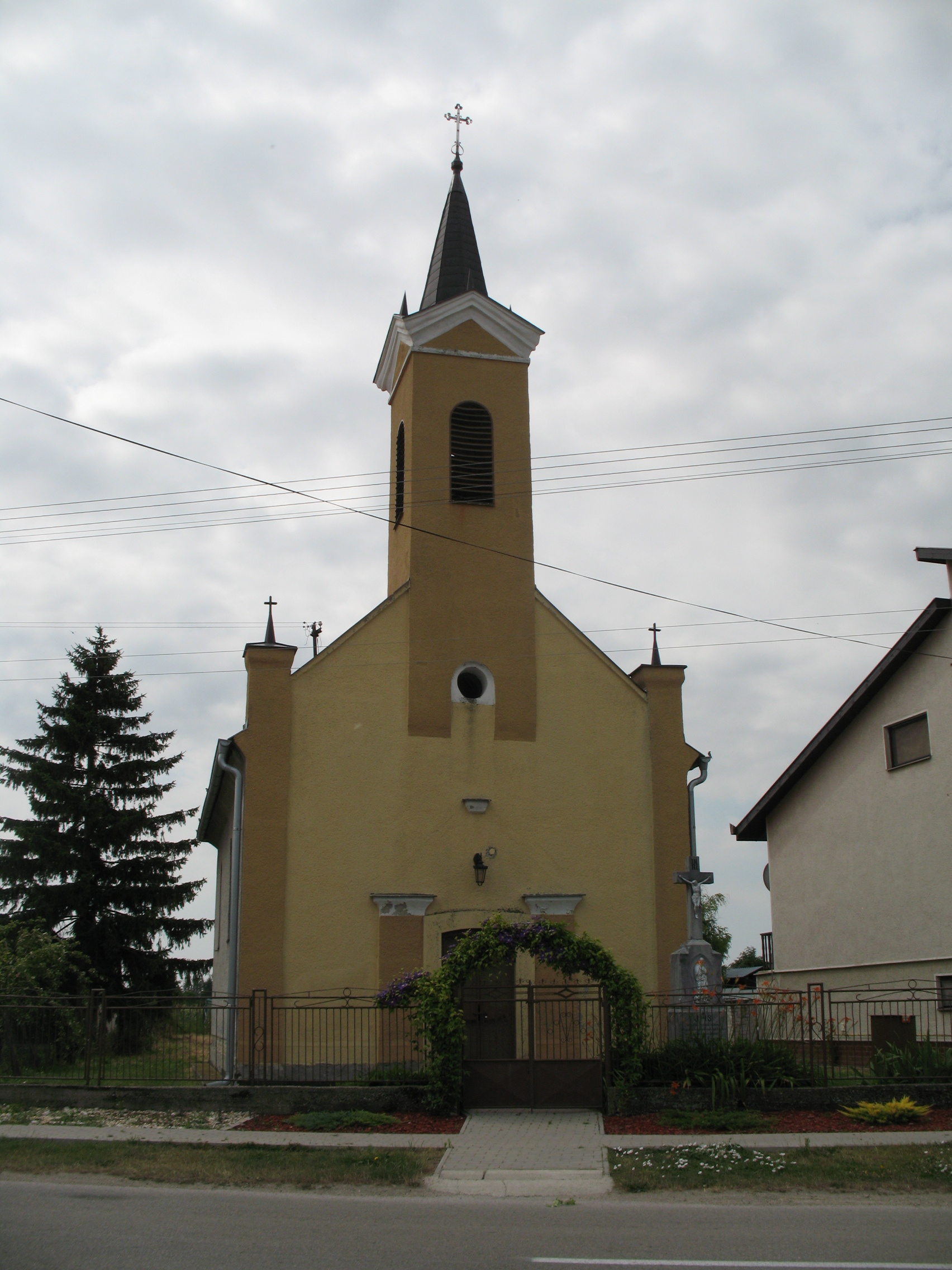
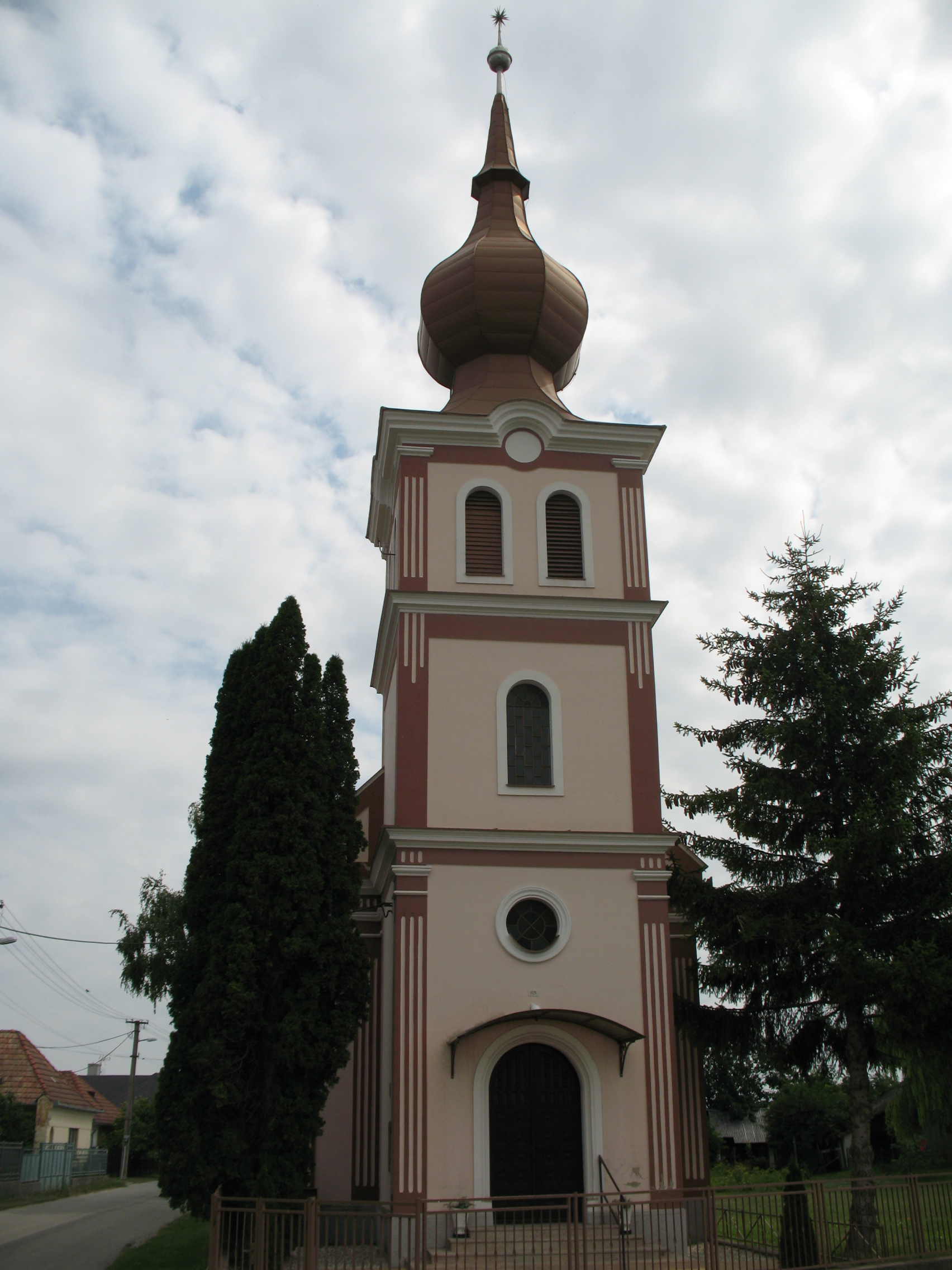
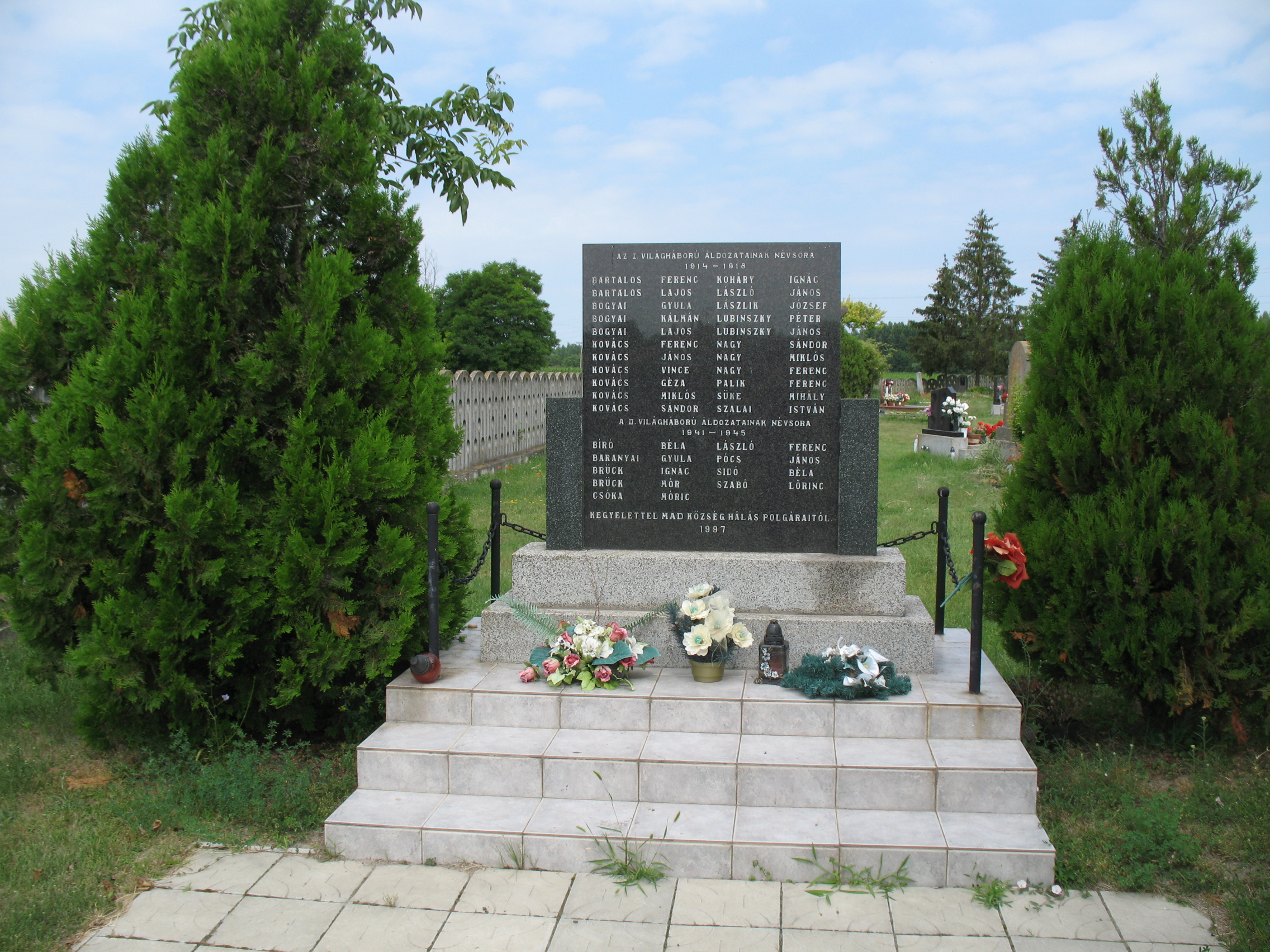
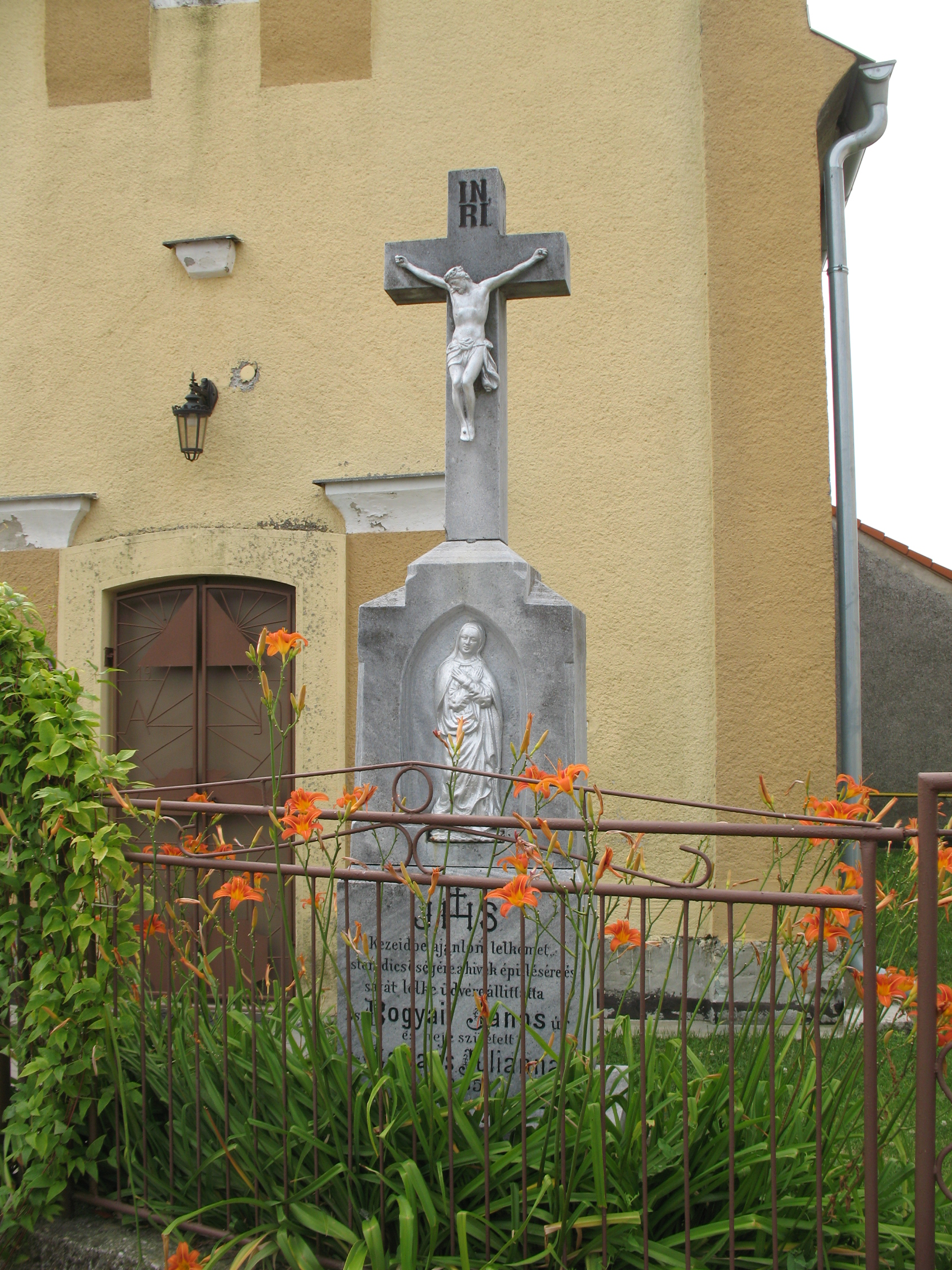
● Turul szobor  2016-ban került felavatásra a Pro Patria et libertate - A hazáért és szabadságért elnevezésű szobor.

- Az 1788-ban fából épült, torony nélküli temploma 1847-ben a paplakkal együtt leégett. Ennek helyén állítottak 1886-ban klasszicista stílusú teremtemplomot. 1925. április 18-án egy új, tornyos templom alapkövét tették le Tóth Zsigmond lelkész működése alatt. Belsejében síkmennyezet, kétoldalt empórium található. Homlokzatát lizénák, kettős hangnyílásokkal ellátott torony, félköríves ablakok tagolják.160 fő befogadására alkalmas.
- Nepomuki Szent János tiszteletére szentelt római katolikus temploma 1869-ben épült neoklasszicista stílusban. Átépítésére 1945 után került sor. Belső terét egy hajó és sokszögzáródású szentély alkotja.  Tornya a homlokzat síkjával egybeesik, hangnyílások tagolják. A főoltár fölött a templomépítés idejéből származó Nepomuki Szent Jánost ábrázoló olajfestmény látható. A templom kertjében áll védőszentjének 2018-ban felszentelt szobra, valamint az államalapító Szent István szobra. Ugyancsak itt található egy kőkereszt is 1885-ből, melyen Krisztus teste, alatta Szűz Mária reliefje van, legfelül pedig IHS rövidítés.
- Szent Flórián szobra. A keresztény vértanú, tűzoltók védőszentje tiszteletére 2009-ben emeltek szobrot a községben.

## Külső hivatkozások
- Községinfó
- e-obce.sk Archiválva 2009. május 7-i dátummal a Wayback Machine-ben